# Żydaczów
Żydaczów (ukr. Жида́чів, Żydacziw) – miasto na Ukrainie, w rejonie stryjskim, w obwodzie lwowskim, nad Stryjem (dopływ Dniestru), Przed 17 lipca 2020 roku siedziba administracyjna rejonu żydaczowskiego. 10 672 mieszkańców (2020), dla porównania w 2001 było ich 11 683.
Miasto królewskie lokowane w 1387 roku położone było w XVI wieku w województwie ruskim.

## Historia
Od XIV wieku w granicach Królestwa Polskiego, następnie w Rzeczypospolitej. Po pierwszym rozbiorze Polski (1772) wcielone do monarchii Habsburgów, pozostawało w jej składzie na terytorium kraju koronnego Galicji do upadku Austro-Węgier (1918). Od 1 listopada 1918 do maja 1919 pod administracją ZURL, od maja 1919 do 14 marca 1923 pod administracją tymczasową Polski, zatwierdzoną przez paryską konferencję pokojową 25 czerwca 1919. Suwerenność Polski na terytorium Galicji Wschodniej Rada Ambasadorów uznała 15 marca 1923.
Od 15 marca 1923 do 16 sierpnia 1945 w granicach Polski (powiat żydaczowski, województwo stanisławowskie). 1 stycznia 1925 do Żydaczowa włączono gminę Folwarki Żydaczowskie.
Po agresji ZSRR na Polskę 17 września 1939 okupowany przez Armię Czerwoną (do czerwca 1941) i anektowany przez ZSRR. Po ataku III Rzeszy na ZSRR od czerwca 1941 do 1944 pod okupacją III Rzeszy (od 1 sierpnia 1941 w Generalnym Gubernatorstwie, w powiecie stryjskim). Od 16 sierpnia 1945 – do 1991 w granicach Ukraińskiej Socjalistycznej Republiki Radzieckiej.
Za panowania króla Kazimierza Wielkiego miasto otrzymało przywilej lokacyjny na prawie magdeburskim, w tym też czasie było starostwem grodowym, w miejscu znajdował się obronny zamek obwarowany wałami i parkanami. W okresie rządów księcia Władysława Opolczyka miasto oraz okoliczne wsie otrzymały kolejne przywileje. Do roku 1390 obsadę wojskową zamku stanowiła załoga węgierska, przybyła tu jeszcze za panowania Ludwika Węgierskiego. Kolejne przywileje miasto oraz kościół otrzymały od króla Władysława Jagiełły w roku 1393, m.in. 60 łanów frankońskich ziemi. W roku 1403 miasto oraz okoliczne wsie dzięki nadaniom króla wejdą w posiadanie jego brata księcia Świdrygiełły. W okresie panowania Kazimierza Jagiellończyka miasta jest w posiadaniu Jana z Pilczy, a następnie Feliksa z Paniowa. 1450 rok to pierwsza znana data pojawienia się Żydów w Żydaczowie. W roku 1546 król Zygmunt Stary obdarza miasto kolejnymi przywilejami, w tym na urządzania jarmarków 3 razy do roku. W okresie panowania króla Stanisława Augusta miasto było w posiadaniu rodziny Rzewuskich. W XIX wieku, własność hrabiego Stanisława Skarbka. Jako powiat Żydaczów był jednostką administracyjną w okresie Rzeczypospolitej, województwo ruskie – ziemia lwowska, od XIV w. do 1772 prowincja małopolska. Od XV do XVIII w. był siedzibą sądu szlacheckiego – grodzkiego. W okresie Rzeczypospolitej ważny ośrodek handlu solą.
W roku 1890, liczy 461 domów i 2647 mieszkańców siedziba starostwa, sądu powiatowego, rady powiatu, urzędu podatkowego.
W roku 1889 wybudowano linię kolejową do Tarnopola.
28 marca 1897 w Żydaczowie urodził się Klemens Rudnicki – generał dywizji Wojska Polskiego.
W II Rzeczypospolitej do 17 września 1939, stolica powiatu żydaczowskiego w województwie stanisławowskim. W roku 1929, miasto powiatowe, sąd okręgowy w Stryju, liczyło 3996 mieszkańców, przy linii kolejowej Chodorów – Stryj, Urząd skarbowy, Ewidencja katastru podatkowego grunt., targi miejskie w każdą środę, jarmarki 20 stycznia, 11 września, 9 listopada.
Po agresji ZSRR na Polskę do ataku III Rzeszy na ZSRR (lipiec 1941) pod okupacją sowiecką. Aresztowania przez NKWD i masowe deportacje mieszkańców miasta, przede wszystkim Polaków.
Podczas okupacji niemieckiej w czasie II wojny światowej cała żydowska ludność miasta została wymordowana przez formacje policyjne III Rzeszy, przeważnie w obozie zagłady w Bełżcu. Od 1943 r. miasto było schronieniem dla ludności polskiej, uciekającej z okolicznych wiosek przez atakami UPA. W lipcu 1944 r. miasto ponownie zajęli Sowieci. W latach 1944 -1945 nacjonaliści ukraińscy z OUN-UPA zamordowali w okolicy miasta, głównie na drogach dojazdowych, 10 Polaków. 
W roku 1945 z Żydaczowa wysiedlono Polaków.
Obecnie miasto leży w obwodzie lwowskim na Ukrainie, bardzo wysoki odsetek bezrobotnych, przemysł papierniczy i budowlany (2006). Od 1996 dzień 24 sierpnia jest dniem miasta (święto flagi).
W Żydaczowie działa oddział Towarzystwa Kultury Polskiej Ziemi Lwowskiej.

### Toponimia
Nazwa miasta ma genezę rumuńską, ponieważ przed rokiem 1340 Wołosi mieli tu swój gród sądowy. Takie nazwy jak Zudeczow oraz następne z roku 1360, 1375, 1390, Zudaczow, Sudoczoia powstały poprzez adaptację słowa, które w dzisiejszym rumuńskim literackim brzmi județ, a pochodzi od łacińskiego iudicium (sąd).

## Religia
W XIV w. erygowano w Żydaczowie parafię rzymskokatolicką, posiadającą drewniany kościół. W 1387 r. król Władysław Jagiełło podarował parafii wieś Rogóźno. W latach 1577–1612 wzniesiono kościół murowany pw. Wniebowzięcia Najświętszej Marii Panny, konsekrowany w 1612 r. przez biskupa bakowskiego Waleriana Lubienieckiego. W latach 1876–1877 wikarym w tutejszej parafii był ks. Zygmunt Gorazdowski, późniejszy święty Kościoła katolickiego. W okresie międzywojennym parafia należała do dekanatu Stryj. W 1963 r. kościół został przez władze radzieckie przeznaczony na cele świeckie. W 1989 r. oddany katolikom. W Żydaczowie istniał też klasztor ojców augustianów, skasowany w 1783 r. przez władze austriackie w ramach kasaty józefińskiej.
Pierwsze zachowane wzmianki o społeczności żydowskiej w Żydaczowie sięgają połowy XV wieku, choć możliwe jest, że pierwsi żydowscy kupcy pojawili się tu już w wieku XIV. Drewnianą synagogę o bogato zdobionym wnętrzu wzniesiono w miejscowości w 1742 roku. Bożnica została zniszczona podczas II wojny światowej.

## Zabytki
- zachował się stary polski cmentarz, który obecnie został wpisany na listę pamiątek spuścizny kulturalnej m. Żydaczowa. Pierwsze pogrzeby na nieczynnym obecnie cmentarzu odbyły się w 1810 r. Każdego roku młodzież z Polski i miejscowi wolontariusze porządkują cmentarne groby.
- zamek[14] – wybudowany za czasów króla Polski Kazimierza Wielkiego, nie istnieje.
- drewniana synagoga – wzniesiona w 1742 roku, zniszczona podczas II wojny światowej.

## Ludzie związani z miastem
- Leńko (Leniek) – starosta żydaczowski w latach 1421–1430[15]

## Sport
Do 1939 roku w mieście funkcjonował klub piłkarski Strzelec Żydaczów.

## Pobliskie miejscowości
- Chodorów – 15 km
- Derżów
- Stryj – 30 km
- Żurawno – 20 km

## Miasta partnerskie
- Czeladź
- Dąbrowa Tarnowska[16]